# Prelude to a Dream
Prelude to a Dream – debiutancki album amerykańskiej wokalistki Jackie Evancho. Jego premiera miała miejsce 10 listopada 2009 roku. Album został wydany niezależnie, bez udziału wytwórni płytowych. Na albumie znalazło się 13 coverów, zarówno kompozycji klasycznych jak i popularnych standardów oraz jedna piosenka oryginalna.
Przez pierwsze dziewięć miesięcy od premiery album sprzedał się w niewielkiej liczbie egzemplarzy, ale po występie Jackie w America’s Got Talent 10 sierpnia 2010 zadebiutował na 121. miejscu listy Billboard 200 oraz drugim na liście Billboard Classical Albums chart. Po występie album sprzedał się w nakładzie 4000 egzemplarzy.
We wrześniu 2010 album został wycofany ze sprzedaży. Rodzice Evancho argumentowali to postępami wokalnymi poczynionymi przez córkę. Część egzemplarzy opatrzonych autografem artystki trafiło do obiegu kolekcjonerskiego gdzie osiągały cenę nawet 3000 $ za sztukę.

## Lista utworów
1. Everytime – 3:42
2. Concrete Angel – 4:03
3. Teaching Angels How to Fly (piosenka oryginalna napisana dla Jackie przez Jamesa Breedwella) – 5:18
4. Starry Starry Night – 4:43
5. Think of Me – 3:09
6. Memory – 3:53
7. To Where You Are – 3:52
8. The River of Dreams – 4:23
9. Dark Waltz – 4:21
10. The Prayer – 4:30
11. Amazing Grace – 4:43
12. Ave Maria (Schubert) – 4:52
13. O Mio Babbino Caro – 4:04
14. Con Te Partiro – 3:54

## Notowania
| Lista (2009)                           | Najwyższa pozycja |
| -------------------------------------- | ----------------- |
| USA (Billboard 200)                    | 121               |
| USA (Billboard Top Classical Albums)   | 2                 |
| USA (Billboard Top Heatseekers)        | 1                 |
| USA (Billboard Top Independent Albums) | 17                |
| USA (Billboard Top Digital Albums)     | 20                |